# Mulanje
Mulanje (già Mlanje) è un centro abitato del Malawi, situato nella Regione Meridionale.